# 高田高等学校 (東京都)
高田高等学校（たかだこうとうがっこう）とは、東京都新宿区諏訪町にかつて存在した私立高等学校。設置者は弥久茂学園であった。

## 沿革
旧制順天中学校に併設された、順天商業学校として開校した。世界恐慌の影響や学校の増加によって生徒数の数が減少し、経営に危機が見えた経営陣によって設立された。戦後の学制改革の際には順天商業高等学校に改まり、しばらく順天学園の運営するところであったが、1953年に学校法人弥久茂学園に移管される。同法人の高田外国語学校の姉妹校として、弥久茂高等学校、次いで高田高等学校と改称したが、1969年3月31日をもって閉校した。

## 教育
進学コースの編成課程に従い、学習、生活の個別指導に重きを置いた。1学年1学級と人員を極度に少なくして35名以下のクラス編成を行った（閉校直前の2年間のみ1学年2学級）。授業は併設の高田外国語学校で教えていた大学教授などが行う場合もあった。

## 部活動
- 硬式野球部
- 弓道部